# Guasdualito
Guasdualito è una città del Venezuela situata nello Stato di Apure e in particolare nel comune di Páez.